# The 'Nam: Vietnam Combat Operations

Hình bìa game The Nam: Vietnam Combat Operations cùng quốc kỳ các phe phái trong trò chơi.

The Nam: Vietnam Combat Operations là tựa game chiến lược thời gian thực về chiến tranh Việt Nam được tải xuống miễn phí và phát hành vào năm 2020. Đây là RTS chiến tranh Việt Nam tái hiện các hoạt động chiến đấu quy mô cấp đại đội bao gồm những cuộc xung đột khác nhau của Việt Nam với Mỹ, Campuchia và Trung Quốc.

## Phát triển
Trò chơi được phát triển trong suốt 20 năm, bởi nhà phát triển nghiệp dư Tiger Yan nhờ sử dụng engine Command and Conquer, và hoàn thành trong thời gian phong tỏa vì dịch bệnh COVID-19.
Ban đầu chỉ đề cập đến Chiến tranh Mỹ từ năm 1965 đến năm 1975, hai bản mở rộng song sinh của game mang tên The Nam: Wider War và The Nam: Tour of Duty, được phát hành vào năm 2021 để bổ sung thêm các đơn vị quân, âm nhạc và bản đồ mới đồng thời mở rộng trò chơi bao trùm chiến dịch ở Lào, Campuchia, cuộc không chiến ở miền Bắc Việt Nam và chiến tranh Trung-Việt năm 1979.

## Lối chơi

Một đoàn xe của Thủy quân lục chiến Mỹ chở nặng nề chạy ầm ầm trên con đường đất ở Quân đoàn I, Việt Nam Cộng hòa. Hầu hết các trận chiến trong trò chơi diễn ra ở khu vực này, nơi Thủy quân lục chiến Mỹ đụng độ với một số đơn vị chính quy thiện chiến nhất của Bắc Việt.

Hình ảnh quảng cáo có hình xe tăng M48A3, được Thủy quân lục chiến Mỹ sử dụng nhiều trong cuộc xung đột ở Việt Nam.

Người chơi có thể vào vai viên Trung tá Thủy quân lục chiến Mỹ chỉ huy một tiểu đoàn quân chính quy hoặc Đại tá Quân đội Nhân dân Việt Nam chỉ huy một trung đoàn quân chính quy. Thủy quân lục chiến Mỹ có thể nhận được sự hỗ trợ từ các quân chủng bổ sung như Biệt kích (SF), Không quân và Hải quân yểm trợ trên bộ và trên không từ tàu sân bay, Hải quân và Cảnh sát biển dành cho các tàu chiến ven sông, Quân lực Việt Nam Cộng hòa (QLVNCH) và thậm chí nhiều bộ lạc khác nhau làm lính đánh thuê.
Các bản mở rộng giúp người chơi phe Cộng sản Việt Nam tiếp cận nhiều đơn vị quân hơn, bao gồm Khmer Đỏ ở Campuchia, Pathet Lào ở Lào và thậm chí cả Quân Giải phóng Nhân dân Trung Quốc, lực lượng đã xâm chiếm Việt Nam một thời gian ngắn vào năm 1979. Những phe phái phụ này chỉ có thể được phe Mỹ hoặc Việt Nam Cộng hòa tiếp cận khi chiếm được những công trình đặc biệt.
Trò chơi có nhiều đơn vị quân khác nhau bao gồm lính thủy đánh bộ, du kích Quân Giải phóng miền Nam Việt Nam, dân làng và động vật, đại diện chân thực cho cuộc chiến trên chiến trường Việt Nam.